# Ordine di precedenza delle decorazioni italiane
L'ordine di precedenza delle decorazioni italiane è un importante aspetto della faleristica militare. Esso stabilisce in quale ordine vadano portati sulla divisa i nastrini delle decorazioni che il singolo militare ha conseguito nel corso della sua carriera.
Tale ordine è informato a criteri di importanza, secondo i quali le decorazioni di maggior prestigio precedono naturalmente quelle di minor valore. Lo scopo di tale regolamentazione è quello di assicurare l'uniformità nella disposizione dei nastrini sulle divise di militari diversi, ed evitare personalizzazioni legate al valore affettivo attribuito dal singolo militare.
A fronte del loro scopo uniformatore, i regolamenti che disciplinano la materia sono cambiati nel corso del tempo, per tener conto dell'istituzione o la messa in decadenza di singole decorazioni, anche e soprattutto in relazione alla comparsa o scomparsa dei regimi politici che tali decorazioni assegnano. Di seguito si propongono gli schemi sintetici, insieme all'epoca in cui essi sono stati istituiti.

## Regno d'Italia (1861-1945)

### Fine della Prima guerra mondiale

Medaglia Mauriziana per merito militare di 10 lustri
Ordine Militare di Savoia
Ordine dei SS. Maurizio e Lazzaro
Medaglia al Valor militare
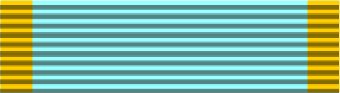
Medaglia commemorativa guerra di Crimea
Medaglia al Valore di Marina
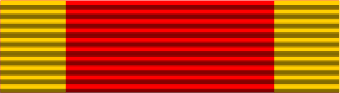
Medaglia commemorativa dei Mille
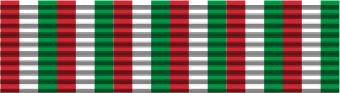
Medaglia commemorativa delle guerre d’indipendenza e l’Unità d’Italia (1848-70)
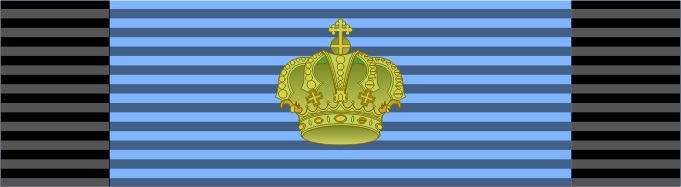
Medaglia benemeriti salute pubblica
Ordine della Corona d'Italia
Medaglia commemorativa delle campagne d'Africa
Croce anzianità di servizio
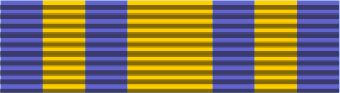
Medaglia commemorativa della campagna in Cina
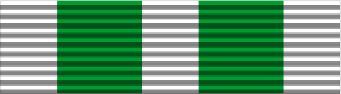
Medaglia commemorativa terremoto Calabro-Siculo
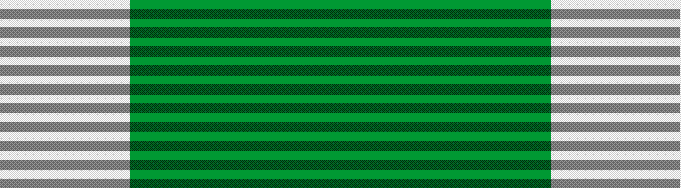
Medaglia benemerenza terremoto Calabro-Siculo
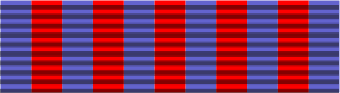
Medaglia commemorativa della guerra Italo-Turca 1911-12
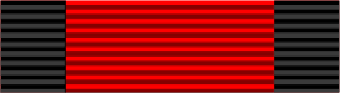
Medaglia benemerenza del terremoto di Avezzano (1915)
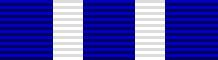
Croce al Merito di guerra (1915-18)
Medaglia per le fatiche di guerra (1915-18)
Medaglia benemeriti Croce Rossa
Benemeriti della Croce Rossa del terremoto Calabro-Siculo
Infermiere Croce Rossa

### Ottobre 1923

Ordine supremo della SS. Annunziata
Medaglia Mauriziana per merito militare di 10 lustri
Ordine dei SS. Maurizio e Lazzaro
Ordine Militare di Savoia
Medaglia al Valor militare (oro e argento)
Medaglia al Valor civile (oro e argento)
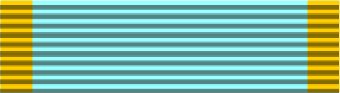
Medaglia commemorativa guerra di Crimea
Medaglia al Valore di Marina (oro e argento)
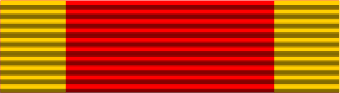
Medaglia commemorativa dei Mille
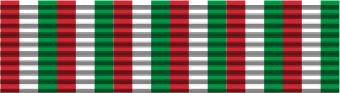
Medaglia commemorativa delle guerre d’indipendenza e l’Unità d’Italia (1848-70)
Medaglia benemeriti salute pubblica
Ordine della Corona d'Italia
Medaglia di bronzo al Valor militare
Medaglia di bronzo al Valore di Marina
Medaglia di bronzo al Valor civile
Medaglia commemorativa delle campagne d'Africa
Croce anzianità di servizio
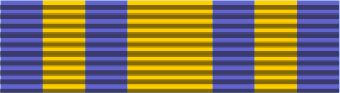
Medaglia commemorativa della campagna in Cina
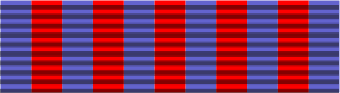
Medaglia commemorativa della guerra Italo-Turca 1911-12
Medaglie estere commemorative di guerra
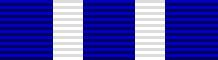
Croce al Merito di guerra (1915-18)
Medaglia commemorativa della guerra 1915-18
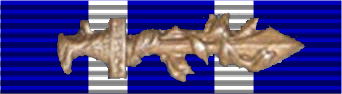
Croce di guerra al Valor militare
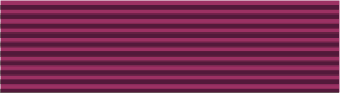
Medaglia volontari di guerra 1915-18
Medaglia benemeriti Croce Rossa
Benemeriti della Croce Rossa del terremoto Calabro-Siculo
Infermiere Croce Rossa
Medaglia di benemerenza per i cappellani militari
Eventuali decorazioni estere, con precedenza per quelle militari

### 1926
Il regolamento del 1926 limitò fortemente il numero di decorazioni indossabili, riducendole alle seguenti:

Ordine supremo della SS. Annunziata
Ordine dei SS. Maurizio e Lazzaro
Ordine Militare di Savoia
Ordine civile di Savoia
Medaglia al Valor militare (oro e argento)
Medaglia al Valor civile (oro e argento)
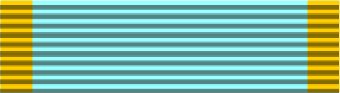
Medaglia commemorativa guerra di Crimea
Medaglia al Valore di Marina (oro e argento)
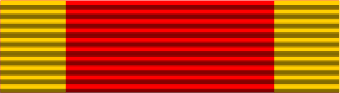
Medaglia commemorativa dei Mille
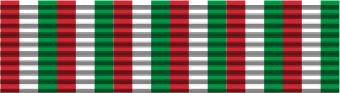
Medaglia commemorativa delle guerre d’indipendenza e l’Unità d’Italia (1848-70)
Ordine della Corona d'Italia
Medaglia di bronzo al Valor militare
Medaglia di bronzo al Valore di Marina
Medaglia di bronzo al Valor civile
Medaglia commemorativa delle campagne d'Africa
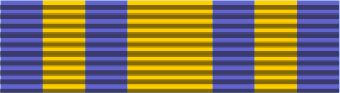
Medaglia commemorativa della campagna in Cina
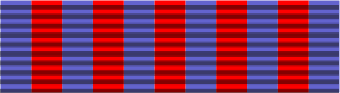
Medaglia commemorativa della guerra Italo-Turca 1911-12
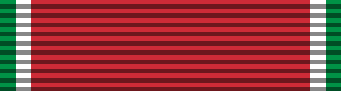
Ordine coloniale della Stella d'Italia
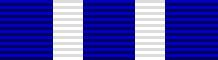
Croce al Merito di guerra (1915-18)
Medaglia commemorativa della guerra 1915-18
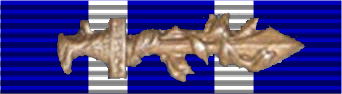
Croce di guerra al Valor militare

### 1927

Ordine supremo della SS. Annunziata
Ordine dei SS. Maurizio e Lazzaro
Ordine Militare di Savoia
Ordine civile di Savoia
Medaglia al Valor militare (oro e argento)
Medaglia al Valore di Marina (oro e argento)
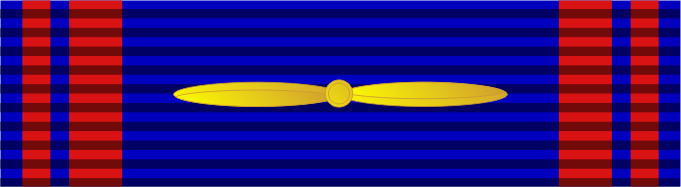
Medaglia al Valore aeronautico (oro e argento)
Medaglia al Valor civile (oro e argento)
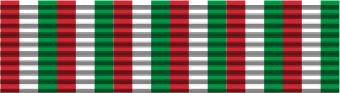
Medaglia commemorativa delle guerre d’indipendenza e l’Unità d’Italia (1848-70)
Ordine della Corona d'Italia
Medaglia di bronzo al Valor militare
Medaglia di bronzo al Valore di Marina
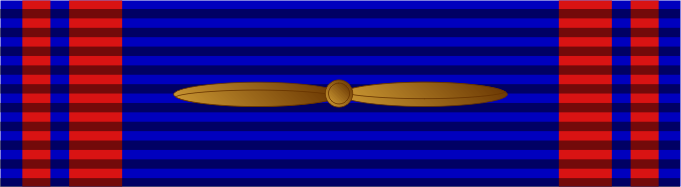
Medaglia di bronzo al Valore aeronautico
Medaglia di bronzo al Valor civile
Medaglia commemorativa delle campagne d'Africa
Croce per anzianità di servizio
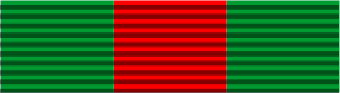
Ordine al merito del lavoro
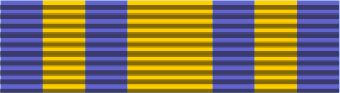
Medaglia commemorativa della campagna in Cina
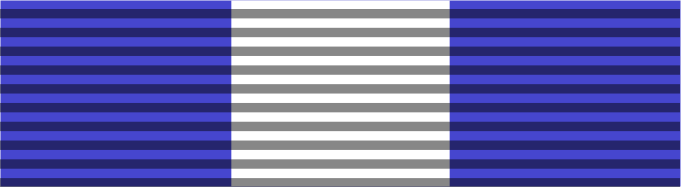
Medaglia d'onore di lunga navigazione marittima
Medaglia lunga navigazione aerea
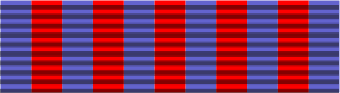
Medaglia commemorativa della guerra Italo-Turca 1911-12
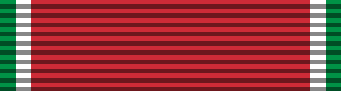
Ordine coloniale della Stella d'Italia
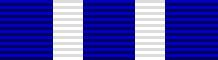
Croce al Merito di guerra (1915-18)
Medaglia commemorativa della guerra 1915-18
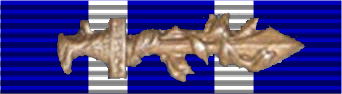
Croce di guerra al Valor militare
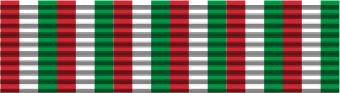
Medaglia a ricordo dell'Unità d'Italia
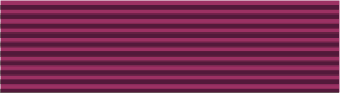
Medaglia di benemerenza per i volontari della guerra italo-austriaca 1915-18
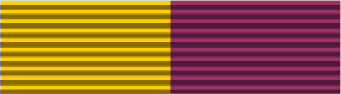
Medaglia commemorativa della Marcia su Roma

### Regio Decreto nº 574 del 6 marzo 1927

Ordine supremo della SS. Annunziata
Ordine dei SS. Maurizio e Lazzaro
Ordine Militare di Savoia
Ordine civile di Savoia
Medaglia al Valor militare (oro e argento)
Medaglia al Valor civile (oro e argento)
Medaglia al Valore di Marina (oro e argento)
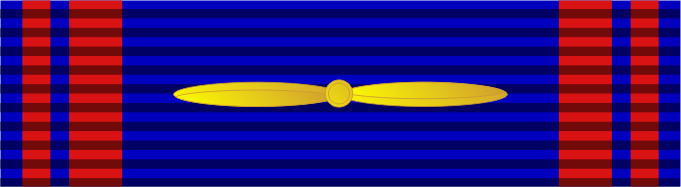
Medaglia al Valore aeronautico (oro e argento)
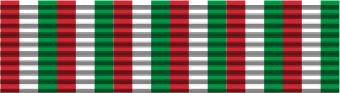
Medaglia commemorativa delle guerre d’indipendenza e l’Unità d’Italia (1848-70)
Ordine della Corona d'Italia
Medaglia di bronzo al Valor militare
Medaglia di bronzo al Valore di Marina
Medaglia di bronzo al Valor civile
Medaglia commemorativa delle campagne d'Africa
Croce per anzianità di servizio
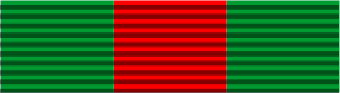
Ordine al merito del lavoro
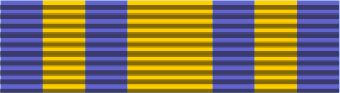
Medaglia commemorativa della campagna in Cina
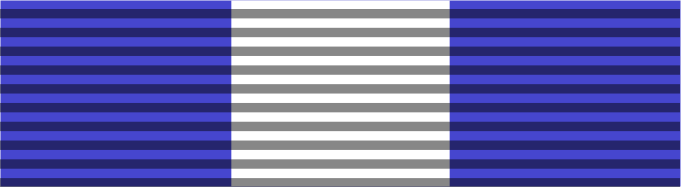
Medaglia d'onore di lunga navigazione marittima
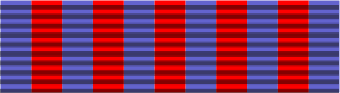
Medaglia commemorativa della guerra Italo-Turca 1911-12
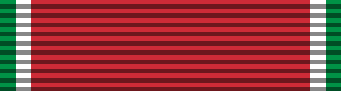
Ordine coloniale della Stella d'Italia
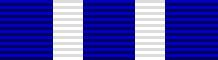
Croce al Merito di guerra (1915-18)
Medaglia commemorativa della guerra 1915-18
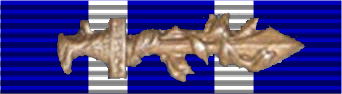
Croce di guerra al Valor militare
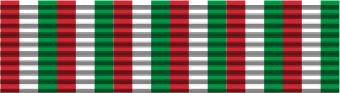
Medaglia a ricordo dell'Unità d'Italia
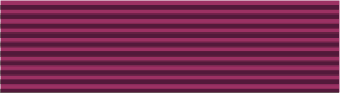
Medaglia di benemerenza per i volontari della guerra italo-austriaca 1915-18

### Regio decreto 19 gennaio 1928, nº 150

Ordine supremo della SS. Annunziata
Ordine dei SS. Maurizio e Lazzaro
Ordine Militare di Savoia
Ordine civile di Savoia
Medaglia al Valor militare (oro e argento)
Medaglia al Valor civile (oro e argento)
Medaglia al Valore di Marina (oro e argento)
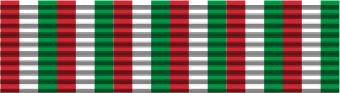
Medaglia commemorativa delle guerre d’indipendenza e l’Unità d’Italia (1848-70)
Ordine della Corona d'Italia
Medaglia di bronzo al Valor militare
Medaglia di bronzo al Valore di Marina
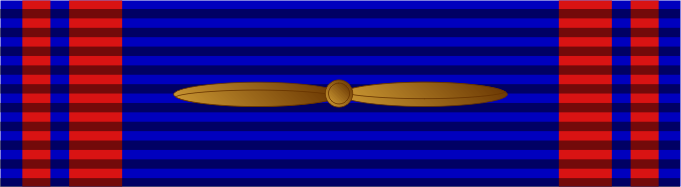
Medaglia di bronzo al Valore aeronautico
Medaglia di bronzo al Valor civile
Medaglia commemorativa delle campagne d'Africa
Croce per anzianità di servizio
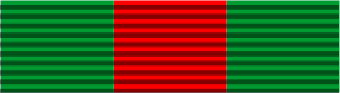
Ordine al merito del lavoro
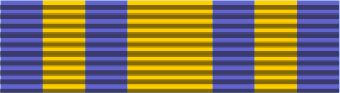
Medaglia commemorativa della campagna in Cina
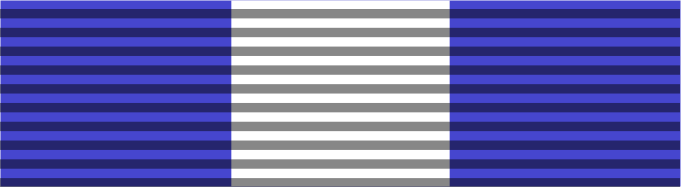
Medaglia d'onore di lunga navigazione marittima
Medaglia lunga navigazione aerea
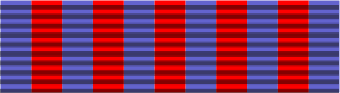
Medaglia commemorativa della guerra Italo-Turca 1911-12
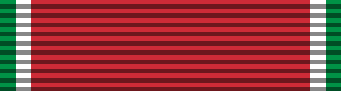
Ordine coloniale della Stella d'Italia
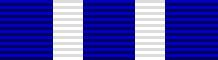
Croce al Merito di guerra (1915-18)
Medaglia commemorativa della guerra 1915-18
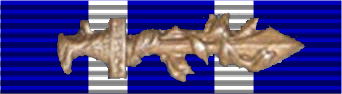
Croce di guerra al Valor militare
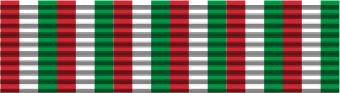
Medaglia a ricordo dell'Unità d'Italia
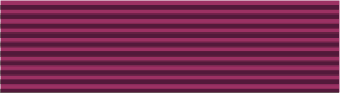
Medaglia di benemerenza per i volontari della guerra italo-austriaca 1915-18
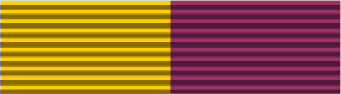
Medaglia commemorativa della Marcia su Roma

### 1931

Ordine supremo della SS. Annunziata
Ordine dei SS. Maurizio e Lazzaro
Ordine Militare di Savoia
Ordine civile di Savoia
Medaglia al Valor militare (oro e argento)
Medaglia al Valore di Marina (oro e argento)
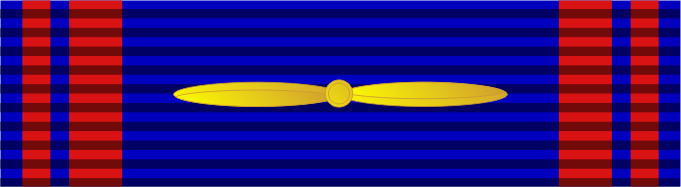
Medaglia al Valore aeronautico (oro e argento)
Medaglia al Valor civile (oro e argento)
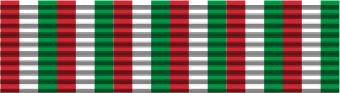
Medaglia commemorativa delle guerre d’indipendenza e l’Unità d’Italia (1848-70)
Ordine della Corona d'Italia
Medaglia di bronzo al Valor militare
Medaglia di bronzo al Valore di Marina
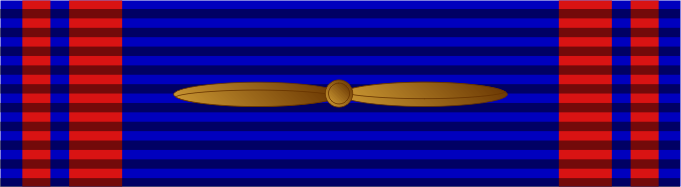
Medaglia di bronzo al Valore aeronautico
Medaglia di bronzo al Valor civile
Medaglia commemorativa delle campagne d'Africa
Croce per anzianità di servizio
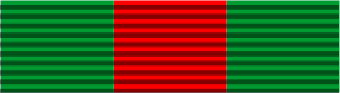
Ordine al merito del lavoro
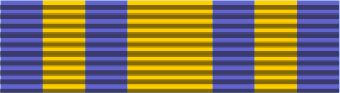
Medaglia commemorativa della campagna in Cina
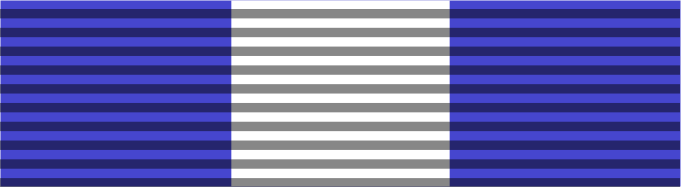
Medaglia d'onore di lunga navigazione marittima
Medaglia lunga navigazione aerea
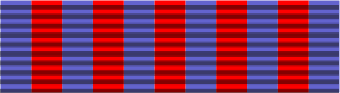
Medaglia commemorativa della guerra Italo-Turca 1911-12
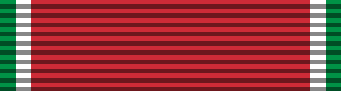
Ordine coloniale della Stella d'Italia
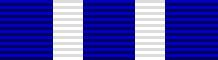
Croce al Merito di guerra (1915-18)
Medaglia commemorativa della guerra 1915-18
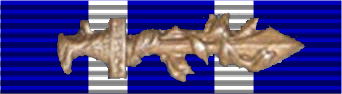
Croce di guerra al Valor militare
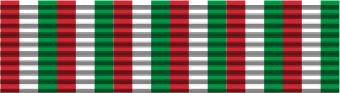
Medaglia a ricordo dell'Unità d'Italia
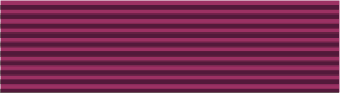
Medaglia di benemerenza per i volontari della guerra italo-austriaca 1915-18
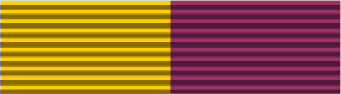
Medaglia commemorativa della Marcia su Roma

## Repubblica italiana (1946-attuale)
L'ordine è dato dal Regolamento per la disciplina delle Uniformi, Allegato C "Decorazioni in uso permanente - ordine di successione", edito nel 2002 dallo Stato Maggiore della Difesa, e successive modifiche ed integrazioni.
- Cavaliere di gran croce dell'Ordine militare d'Italia
- Grande ufficiale dell'Ordine militare d'Italia
- Commendatore dell'Ordine militare d'Italia
- Ufficiale dell'Ordine militare d'Italia
- Cavaliere dell'Ordine militare d'Italia
- Medaglia d'oro al valor militare
- Medaglia d'argento al valor militare
- Medaglia di bronzo al valor militare
- Croce al valor militare / Croce di guerra al valor militare [durante lo stato di guerra, dal 2010]
- Medaglia d'oro al valore dell'Esercito
- Medaglia d'oro al valor di Marina
- Medaglia d'oro al valore aeronautico
- Medaglia d'oro al valore dell'Arma dei Carabinieri[2]
- Croce d'onore alle vittime di atti di terrorismo o di atti ostili impegnate in operazioni militari e civili all'estero per militari
- Medaglia d'argento al valore dell'Esercito
- Medaglia d'argento al valor di Marina
- Medaglia d'argento al valore aeronautico
- Medaglia d'argento al valore dell'Arma dei Carabinieri
- Medaglia di bronzo al valore dell'Esercito
- Medaglia di bronzo al valor di Marina
- Medaglia di bronzo al valore aeronautico
- Medaglia di bronzo al valore dell'Arma dei Carabinieri
- Medaglia d'oro al valor civile
- Medaglia d'argento al valor civile
- Medaglia di bronzo al valor civile
- Croce d'oro al merito dell'Esercito
- Croce d'argento al merito dell'Esercito
- Croce di bronzo al merito dell'Esercito[3]
- Medaglia d'oro al merito di Marina
- Medaglia d'argento al merito di Marina
- Medaglia di bronzo al merito di Marina
- Medaglia d'oro al merito aeronautico
- Medaglia d'argento al merito aeronautico
- Medaglia di bronzo al merito aeronautico[3]
- Croce d'oro al merito dell'Arma dei Carabinieri
- Croce d'argento al merito dell'Arma dei Carabinieri
- Croce di bronzo al merito dell'Arma dei Carabinieri
- Medaglia d'oro al merito civile
- Medaglia d'argento al merito civile
- Medaglia di bronzo al merito civile
- Croce al merito di guerra, dalla 3ª concessione
- Croce al merito di guerra, 2ª concessione
- Croce al merito di guerra, 1ª concessione
- Medaglia di benemerenza per i volontari della campagna di Spagna (1936-1939) [1940-2011][4]
- Medaglia di benemerenza per i volontari della guerra 1943-45 e attraversamento linee nemiche [1944-2011][4]
- Distintivo d'onore per i patrioti "Volontari della libertà" (1943-1945)
- Medaglia commemorativa delle operazioni militari in Africa Orientale 1935-1936, ruoli combattenti [1936-2011][4]
- Medaglia commemorativa delle operazioni militari in Africa Orientale 1935-1936, ruoli non combattenti [1936-2011][4]
- Medaglia a ricordo delle Campagne d'Africa [1894-1923][5]
- Medaglia a ricordo delle campagne e del servizio prestato nelle colonie italiane dell'Africa Orientale e nelle relative zone d'influenza [1923-1935][6]
- Medaglia commemorativa della campagna di Spagna (1936-1939) [1940-2011][4]
- Medaglia commemorativa della guerra 1940–1943, 4 anni di campagna
- Medaglia commemorativa della guerra 1940–1943, 3 anni di campagna
- Medaglia commemorativa della guerra 1940–1943, 2 anni di campagna
- Medaglia commemorativa della guerra 1940–1943, 1 anno di campagna
- Medaglia commemorativa della guerra 1940–1943, meno di 1 anno di campagna
- Medaglia commemorativa della guerra di liberazione (1943-1945), 4 anni di campagna [non in uso]
- Medaglia commemorativa della guerra di liberazione (1943-1945), 3 anni di campagna
- Medaglia commemorativa della guerra di liberazione (1943-1945), 2 anni di campagna
- Medaglia commemorativa della guerra di liberazione (1943-1945), 1 anno di campagna
- Medaglia commemorativa della guerra di liberazione (1943-1945), meno di 1 anno di campagna
- Medaglia commemorativa della spedizione in Albania (1939) [1940-2011][4]
- Medaglia d'onore ai cittadini italiani militari e civili deportati ed internati nei lager nazisti e destinati al lavoro coatto per l'economia di guerra
- Cavaliere di gran croce dell'Ordine al merito della Repubblica italiana[7][8]
- Grande ufficiale dell'Ordine al merito della Repubblica italiana
- Commendatore dell'Ordine al merito della Repubblica italiana
- Ufficiale dell'Ordine al merito della Repubblica italiana
- Cavaliere dell'Ordine al merito della Repubblica italiana
- Cavaliere di gran croce dell'Ordine dei Santi Maurizio e Lazzaro[9]
- Grande ufficiale dell'Ordine dei Santi Maurizio e Lazzaro
- Commendatore dell'Ordine dei Santi Maurizio e Lazzaro
- Ufficiale dell'Ordine dei Santi Maurizio e Lazzaro
- Cavaliere dell'Ordine dei Santi Maurizio e Lazzaro
- Cavaliere di gran croce dell'Ordine della Corona d'Italia[9]
- Grande ufficiale dell'Ordine della Corona d'Italia
- Commendatore dell'Ordine della Corona d'Italia
- Ufficiale dell'Ordine della Corona d'Italia
- Cavaliere dell'Ordine della Corona d'Italia
- Medaglia Mauriziana al merito di dieci lustri di carriera militare
- Gran croce al merito della Croce Rossa Italiana[10]
- Medaglia d'oro al merito della Croce Rossa Italiana assegnata per servizi resi in tempo di guerra in zona di operazioni[11]
- Medaglia d'argento al merito della Croce Rossa Italiana assegnata per servizi resi in tempo di guerra in zona di operazioni[11]
- Medaglia di bronzo al merito della Croce Rossa Italiana[12]
- Medaglia militare al merito di lungo comando d'oro (o di 1º grado, 20 anni di comando)
- Medaglia militare al merito di lungo comando d'argento (o di 2º grado, 15 anni di comando)
- Medaglia militare al merito di lungo comando di bronzo (o di 3º grado, 10 anni di comando)
- Medaglia d'onore per lunga navigazione compiuta di 1° grado (d'oro, 20 anni di navigazione)
- Medaglia d'onore per lunga navigazione compiuta di 2° grado (d'argento, 15 anni di navigazione)
- Medaglia d'onore per lunga navigazione compiuta di 3° grado (di bronzo, 10 anni di navigazione)
- Medaglia militare aeronautica di lunga navigazione aerea di 1° grado (d'oro, 20 anni di servizio aeronavigante)
- Medaglia militare aeronautica di lunga navigazione aerea di 2° grado (d'argento, 15 anni di servizio aeronavigante)
- Medaglia militare aeronautica di lunga navigazione aerea di 3° grado (di bronzo, 10 anni di servizio aeronavigante)
- Medaglia militare al merito di lungo comando per la Guardia di Finanza d'oro (o di 1º grado, 20 anni di comando)
- Medaglia militare al merito di lungo comando per la Guardia di Finanza d'argento (o di 2º grado, 15 anni di comando)
- Medaglia militare al merito di lungo comando per la Guardia di Finanza di bronzo (o di 3º grado, 10 anni di comando)
- Croce per anzianità di servizio d'oro con stelletta (per ufficiali e sottufficiali, 40 anni di servizio)
- Croce per anzianità di servizio d'oro con corona turrita (per ufficiali e sottufficiali, 25 anni di servizio)
- Croce per anzianità di servizio d'argento con stelletta (per [graduati, dal 2010] e militari di truppa, 25 anni di servizio)
- Croce per anzianità di servizio d'argento (per ufficiali, sottufficiali, [graduati, dal 2010] e militari di truppa, 16 anni di servizio)
- Croce per anzianità di servizio nella Guardia di Finanza d'oro (40 anni di servizio)
- Croce per anzianità di servizio nella Guardia di Finanza d'oro (25 anni di servizio)
- Croce di anzianità di servizio per ufficiali della Croce Rossa Italiana (25 anni di servizio, per i Corpi militari)[13]
- Croce per anzianità di servizio nella Guardia di Finanza d'argento (16 anni di servizio)
- Croce di anzianità di servizio per sottufficiali e truppa della Croce Rossa Italiana (25 anni di servizio, per i per i Corpi militari)[13]
- Medaglia al merito di lunga attività di paracadutismo militare (25 anni di attività)
- Medaglia al merito di lunga attività di paracadutismo militare (15 anni di attività)
- Medaglia al merito di lunga attività di paracadutismo militare (10 anni di attività)
- Medaglia di benemerenza per i Pionieri dell'Aeronautica[14]
- Medaglia per i benemeriti della finanza pubblica (per civili, di 1ª, di 2ª, di 3ª classe con medaglia d'oro, d'argento, di bronzo)[15]
- Medaglia commemorativa della Crociera aerea del Decennale (1933)[16]
- Croce commemorativa per le operazioni militari nell'area del Golfo Persico (17 gennaio 1991 - 12 aprile 1991)
- Croce commemorativa per le operazioni militari nell'area del Golfo Persico (24 agosto 1990 - 16 gennaio 1991 e 13 aprile 1991 - 2 agosto 1991)
- Croce commemorativa per le operazioni militari in Somalia (1992-1993)
- Croce commemorativa per le missioni di pace UNIFIL, Sinai e Libano (1982-1986)
- Medaglia commemorativa per il personale della Marina Militare impegnato nel Golfo Persico (1987-1988)[17]
- Croce commemorativa "per la sicurezza" relativa alle operazioni militari multinazionali in Afghanistan per il personale del Ministero della Difesa (2003)
- Croce commemorativa unificata per le missioni di pace all'estero, oltre 3 missioni
- Croce commemorativa unificata per le missioni di pace all'estero, 3 missioni
- Croce commemorativa unificata per le missioni di pace all'estero, 2 missioni
- Croce commemorativa unificata per le missioni di pace all'estero, 1 missione
- Croce commemorativa "Pro humanitate" delle operazioni di soccorso umanitario all'estero, oltre 3 operazioni
- Croce commemorativa "Pro humanitate" delle operazioni di soccorso umanitario all'estero, 3 operazioni
- Croce commemorativa "Pro humanitate" delle operazioni di soccorso umanitario all'estero, 2 operazioni
- Croce commemorativa "Pro humanitate" delle operazioni di soccorso umanitario all'estero, 1 operazione
- Medaglia Commemorativa "per la libertà di navigazione", oltre 3 concessioni
- Medaglia Commemorativa "per la libertà di navigazione", 3 concessioni
- Medaglia Commemorativa "per la libertà di navigazione", 2 concessioni
- Medaglia Commemorativa "per la libertà di navigazione", 1 concessione
- Croce Commemorativa per la Cooperazione, oltre 3 concessioni
- Croce Commemorativa per la Cooperazione, 3 concessioni
- Croce Commemorativa per la Cooperazione, 2 concessioni
- Croce Commemorativa per la Cooperazione, 1 concessione
- Attestazione di pubblica benemerenza del Dipartimento della Protezione civile di prima classe (medaglia d'oro)
- Attestazione di pubblica benemerenza del Dipartimento della Protezione civile di seconda classe (medaglia d'argento)
- Attestazione di pubblica benemerenza del Dipartimento della Protezione civile di terza classe (medaglia di bronzo)
- Croce commemorativa per operazioni di salvaguardia delle libere istituzioni e di mantenimento dell'ordine pubblico, oltre 3 operazioni
- Croce commemorativa per operazioni di salvaguardia delle libere istituzioni e di mantenimento dell'ordine pubblico, 3 operazioni
- Croce commemorativa per operazioni di salvaguardia delle libere istituzioni e di mantenimento dell'ordine pubblico, 2 operazioni
- Croce commemorativa per operazioni di salvaguardia delle libere istituzioni e di mantenimento dell'ordine pubblico, 1 operazione
- Medaglia commemorativa delle operazioni di soccorso in Friuli (Terremoto del 1976)
- Medaglia commemorativa per la partecipazione alle operazioni di soccorso alle popolazioni colpite dal sisma del 1980 (Campania – Basilicata) (1980-1981)
- Medaglia commemorativa degli interventi per pubbliche calamità, oltre 3 concessioni
- Medaglia commemorativa degli interventi per pubbliche calamità, 3 concessioni
- Medaglia commemorativa degli interventi per pubbliche calamità, 2 concessioni
- Medaglia commemorativa degli interventi per pubbliche calamità, 1 concessione
- Medaglia di benemerenza per l'emergenza Etna (1991-1992)
- Medaglia di benemerenza per l'emergenza in Umbria e Marche (1997)
- Medaglia commemorativa della campagna di ricerca scientifica in Antartide (1991)
- Sovrano Militare Ordine Ospedaliero di San Giovanni di Gerusalemme, di Rodi e di Malta (SMOM)
- Ordine pro merito melitensi (SMOM)
- Ordine pontificio di San Silvestro papa[18]